# The Abandoned
The Abandoned is een Spaans-Engels-Bulgaarse horrorfilm uit 2006 onder regie van Nacho Cerdà. 

## Verhaal
In 1966 geniet een Russische boerenfamilie – vader, moeder en dochter – aan tafel van het avondeten, maar het diner wordt bruut verstoord door een vrachtwagen in de voortuin. De vader opent het portier en schrikt van de aanblik van een vermoorde vrouw in de chauffeursstoel en twee wenende baby's in de bijrijdersstoel.
Na een oproep van notaris Andrei Misharin reist de Amerikaanse filmproducente Marie Jones naar Rusland voor een weerzien met haar overleden ouders en de boerderij die haar familie destijds heeft bezeten. Op de trap naar het kantoor van de notaris botst ze per ongeluk tegen de schouder van een andere vrouw. In het donker bereikt Marie het huis waar haar moeder de dood heeft gevonden. Marie ontmoet Anatoliy, de enige persoon die haar in de onheilspellende nacht naar de beruchte hoeve, gelegen op een eiland, wil brengen. Marie en Anatoliy steken de brug over naar de boerderij en stoppen bij het huis. Marie blijft in de truck, terwijl Anatoliy "The Island" uitkamt. Na lang wachten verlaat Marie het voertuig op zoek naar de zonderlinge Rus, maar haar poging smoort en de sputterende motor van de truck brengt haar niets verder.
Marie verkent het huis met een zaklamp, hoort boven een jammerend kind, maar vindt geen menselijke verschijningen. In de kinderkamer ziet Marie vanuit haar ooghoeken een vrouw die opvallend veel op haar lijkt, waarna ze dezelfde vrouw op de overloop een andere ruimte ziet binnengaan. Marie volgt de vrouw naar het vertrek, staat oog in oog met haar drijfnatte dubbelganger en rent van schrik het huis uit. Marie's paniektocht per truck eindigt abrupt in de rivier. Na een lange slaap ontwaakt Marie in een warme, helder verlichte kamer met in haar nabijheid een mannelijk persoon: Nikolai Kaidanovsky, die verklaart als haar tweelingbroer ook een oproep van de notaris te hebben gekregen. Marie, werkelijke naam Milla Kaidanovsky, reageert sceptisch, maar door het tonen van hun kinderbedjes wint Nikolai haar vertrouwen. Marie vertelt Nikolai over haar belevenissen in het naargeestige huis, waarna broerlief zuslief duidelijk maakt dat het ontmoeten van een dubbelganger laat zien hoe iemand zal sterven.
Marie en Nikolai stuiten op hun beider gehavende dubbelgangers. Nikolai schiet zijn ellendige evenbeeld in het been, maar raakt zelf gewond aan zijn onderstel. Broer en zus willen het eiland zo snel mogelijk verlaten, maar Nikolai stort in een gat in de vloer en verdwijnt in net niets. In de kamer van haar ouders ziet Marie hoe haar agressieve vader, Kolya Kaidanovsky, op bed korte metten maakt met haar weerloze moeder, Olga Kaidanovsky. Marie draait zich weg en schrikt van de plotselinge aanwezigheid van haar dubbelganger, die een stukje ziel uit haar lichaam zuigt. Hijgend en gedesoriënteerd vlucht Marie uit het huis, waarna ze, terwijl haar dubbelganger toekijkt, per boot de overkant van de rivier bereikt. Na een nerveuze wandeling door het bos arriveert Marie opnieuw bij het huis. Nikolai zit aan de tafel en vertelt Marie dat het niet de bedoeling is dat ze de boerderij verlaten, maar dat ze samen met hun moeder, op de vooravond van hun verjaardag, rond middernacht moeten sterven.
De klok slaat middernacht en het huis keert terug naar de staat van 1966. Marie en Nikolai horen hun vader het huis binnengaan. Marie wil Kolya onderscheppen in de hoop het verleden te veranderen, maar Nikolai vertelt dat de geschiedenis vaststaat en dat ze enkel kunnen overleven door uit te wijken naar het verleden, waar het huis hen niet kan beroeren. Hun ontsnappingspoging eindigt voor Marie achter in de vrachtwagen als haar vader wegrijdt met de kinderen, terwijl Nikolai de naakte verschijning van Natalya, zijn verloren liefde, ontwaart. Kolya stopt bij de schuur, dumpt de ene baby in het zwijnenhok en verdrinkt de andere baby in de drinkbak voor de zwijnen. Een gewonde Olga schiet haar man in het hoofd en vlucht met beide baby's naar de truck. Nikolai ziet met afschuw hoe zijn geliefde tot zijn vader is verworden en wordt aangevallen door de zwijnen.
Marie vindt Kolya's lichaam in de schuur en verhuist naar een pseudo-verleden waarin ze zich realiseert dat haar vader en de notaris dezelfde persoon zijn. Ze ontvlucht zijn kantoor in het heden en rent door haar eigen verleden om, in een tijd tussen heden en verleden, nogmaals in het huis te stranden. Kolya zweert dat hij altijd van zijn vrouw en kinderen heeft gehouden, maar Olga's vertrek met Marie en Nikolai nooit heeft kunnen toelaten. Marie rent weg van Kolya, ziet hoe wilde zwijnen Nikolai's lichaam aan stukken reten, wordt achtervolgd door haar dubbelganger en rijdt weg met de buiten geparkeerde truck. Over de radio vraagt Kolya zijn dochter toe te treden tot zijn familie, waarna een verwoeste brug Marie in de rivier doet belanden.
Marie's dochter, Emily Jones, stelt dat ze altijd heeft geweten dat de terugkomst van haar moeder nooit een feit zal worden. Dochterlief breekt de band met haar verleden, doorbreekt de cyclus en laat haar familie verbannen achter.

## Rolverdeling
- Anastasia Hille - Marie Jones / Milla Kaidanovsky
- Karel Roden - Nikolai Kaidanovsky
- Valentin Ganev - Kolya Kaidanovsky / Andrei Misharin
- Paraskeva Djukelova - Olga Kaidanovsky
- Marta Yaneva - Natalya
- Carlos Reig-Plaza - Anatoliy
- Kalin Arsov - Russische boer
- Svetlana Smoleva - Russische boerin
- Anna Panayotova - Russische boerendochter
- Monica Baunova - Emily Jones (stem)